# 树突
树突（英语：Dendrites）是神经元解剖结构的一部分，为从神经元細胞體发出的多分支突起。树突為神经元的输入通道，其功能是將自其他神经元所接收的动作电位（电信号）传送至細胞本体。其他神经元的动作电位藉由位於树突分支上的多个突触传送至树突上。树突在整合自这些突触所接收到的信号、以及决定此神经元将产生的动作电位强度上，扮演了重要的角色。

## 解剖结构

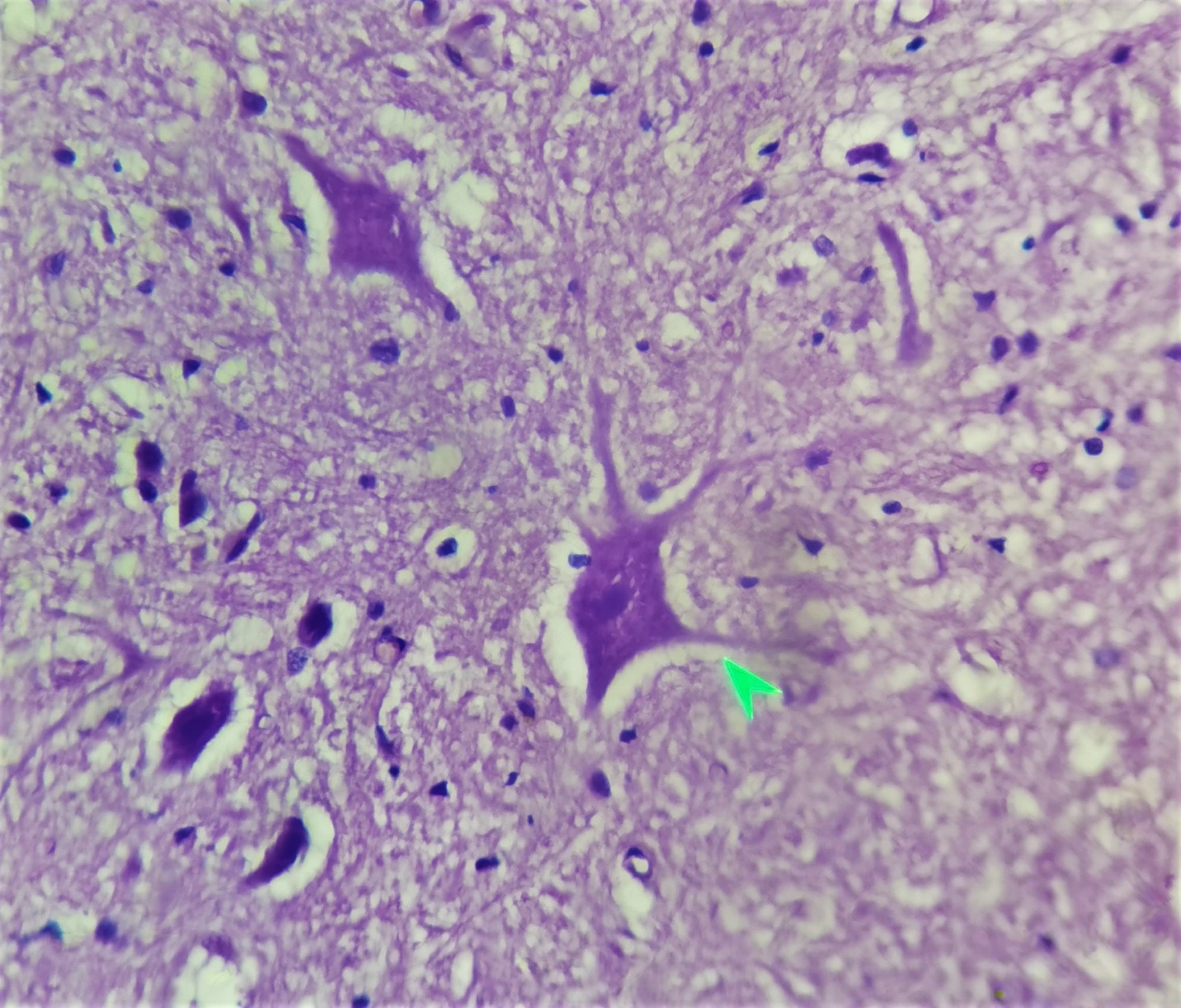
绿色箭头所示为神经元胞体发出的树突

树突分支的形式随著神经元的种类不同而有相当大的差异。与长度可达约1米的轴突相比，树突通常较短，范围较集中在细胞本体附近。树突的大量分支，占了单一神经元大部份的表面积，并提供较多突触可形成的空间。